# Битва під Підгайцями (1698)
Би́тва під Підга́йцями відбулася 8-9 вересня 1698 року. Завершилася перемогою коронної армії під проводом польного гетьмана коронного Фелікса Потоцького над татарською ордою.
Напередодні запланованого походу Августа ІІ проти турків до Молдови татарське військо під поводом калги Каплана-Гірея силою в 14 000 ординців завдала превентивного удару по Поділлю, спустошуючи країну від Дністра до Підгайців.
Поляки готувалися до подібного нашестя, але вони не розраховували наздогнати мобільного супротивника, тому було прийнято рішення розділити сили так, щоб прикрити більшість можливих цілей татарського набігу. Тому під Підгайцями у польського коронного гетьмана Фелікса Потоцького залишилося тільки 6000 жовнірів. Головні польсько-саксонські сили були надто далеко, щоб встигнути відійти вчасно на допомогу Потоцькому.
Татарські сили поділилися надвоє — одна повинна мала зв'язати поляків боєм по фронту, а друга обійти їх і загнати у мішок. Польські війська відбили перші атаки татар, але ситуація розвивалася не на користь коронної армії, і вони потроху відступали під натиском татар. Поляків врятувало лише це, що татари замість того, щоб зосередити всі зусилля на розгромі коронного війська, вдерлися до незахищеного польського табору, та почали його грабувати та вбивати челядь. Ця затримка дозволила полякам перегруповувати війська та перейти до контрнаступу.
Через малість сил, а надто брак достатньої кількості легкої кінноти, а також помилок командування, не було організовано переслідування побитого ворога. Перш ніж підійшла головна саксонсько-польська армія, татари змогли втекти разом з ясиром.
Підгаєцька битва дає приклад регресу військового мистецтва Речі Посполитої. Це одночасно була остання в історії битва поляків із татарами й остання битва останньої польсько-турецької війни. 26 січня 1699 року було укладено мир у  Карловицях.